# Michael Georgiou
Pour les articles homonymes, voir Georgiou.
Michael Georgiou ou Michális Georgíou (grec moderne : Μιχάλης Γεωργίου), né le 18 janvier 1988 à Forest Hill en Angleterre, est un joueur britanno-chypriote professionnel de snooker. Il vit aujourd'hui à Londres.
En 2018, Georgiou remporte son premier tournoi de classement en battant l'Écossais Graeme Dott en finale du Snooker Shoot-Out. Il est également connu pour avoir réalisé le 140e break maximum (147) de l'histoire du snooker lors du Classique Paul Hunter la même année. Il s'agit par ailleurs de son unique 147 en compétition professionnelle à ce jour.
En 2019, il devient le premier joueur chypriote à concourir dans le tableau final du championnat du monde de snooker à Sheffield après avoir remporté trois victoires au cours des qualifications.

## Carrière
Michael Georgiou devient professionnel pour la première fois en 2007 à la suite d'une victoire sur le championnat du monde des moins de 21 ans. Néanmoins, il ne parvient pas à remporter le moindre match et se voit donc relégué du circuit professionnel au bout d'une seule saison. Après s'être exercé sur le circuit secondaire amateur lors des saisons suivantes, Georgiou se qualifie de nouveau sur le circuit professionnel en 2014 après avoir remporté cinq matchs sur le tournoi de la Q School.
Michael Georgiou parvient à se qualifier pour son premier tournoi classant en tout début de saison 2014-2015, à l'occasion du Classique de Wuxi où il domine aisément le joueur Indien Aditya Mehta 5-0 en qualifications. Dans le tableau principal, Georgiou passe le premier tour en battant Marcus Campbell avant de s'incliner au tour suivant face à l'Australien Neil Robertson sur le score honorable de 5-3,. Battu au premier tour des évènements suivants, le championnat du Royaume-Uni en novembre et le Masters d'Allemagne en janvier,, il réalise sa meilleure performance de la saison au cours du mois de février, atteignant les huitièmes de finale lors de l'Open du pays de Galles. Battu par John Higgins 4 à 2, Georgiou a tout de même connu un succès sur l'ancien champion du monde Graeme Dott au tour précédent, adversaire qu'il avait déjà battu quelques semaines plus tôt lors des qualifications pour le Masters d'Allemagne.
Avant le championnat du Royaume-Uni de 2015, Georgiou a l'occasion de s'entrainer avec le septuple vainqueur du championnat du monde Stephen Hendry, ce qui semble porter ses fruits puisqu'il élimine l'Irlandais David Morris au premier tour. En revanche, Georgiou est défait au tour suivant par Mark Allen sur le score de 6-2. Il aligne le troisième tour de l'Open du pays de Galles en signant des succès sur Jamie Jones (4-0) et Peter Ebdon (4-2) mais s'incline pour la deuxième année consécutive contre John Higgins (4-1). Sa défaite au premier tour des qualifications du championnat du monde est lourde de conséquence puisqu'elle l'empêche de se qualifier pour la prochaine saison sur le circuit professionnel.
En 2016, Georgiou prend la décision de représenter Chypre (son pays d'origine) lors du tournoi de la Q School,. Il y connait un succès lors de la deuxième épreuve et se qualifie ainsi pour la saison 2016-2017 professionnelle en tant que joueur chypriote. Il se hisse ensuite jusqu'au troisième tour du Classique Paul Hunter en battant successivement Fraser Patrick (4-1) et David Gilbert (4-2) puis s'incline face à Gerard Greene (4-1). Georgiou atteint à nouveau ce stade de la compétition au championnat du Royaume-Uni, signant des victoires sur Matthew Selt et Mike Dunn, ce qui lui vaut d'affronter Ronnie O'Sullivan. Bien que Georgiou ait remporté la première manche de la rencontre, il sera finalement battu sur le score de 6-1 et décrira O'Sullivan comme un joueur « inhumain », lors de sa conférence de presse d'après match. En fin de saison, il est également huitième de finaliste au Snooker Shoot-Out, battu par l'Anglais Andy Hicks.
Le 11 février 2018, Georgiou connait son premier succès notable en remportant le Snooker Shoot-Out face à Graeme Dott en finale. Il remporte la victoire en empochant la dernière bille rose. Il est le premier Chypriote à gagner un tournoi professionnel. La même année au Classique Paul Hunter, il réussit son premier 147 dans un tournoi officiel, et intègre le top 50 du classement mondial.
En avril 2019, il réussit à se qualifier pour son premier championnat du monde, en battant Yan Bingtao 10 manches à 8 au dernier tour de qualification,. Néanmoins, il subit une lourde défaite dès son premier match, opposé à Neil Robertson (10-1).

## Palmarès
| Légende | Catégorie                      | Titres                         | Finales                        |
|         | Tournois classés               | 1                              | 0                              |
|         | Tournois non classés           | 0                              | 0                              |
|         | Tournois pro-am                | 3                              | 2                              |
|         | Tournois amateurs              | 1                              | 1                              |
| Gras    | Tournois de la triple couronne | Tournois de la triple couronne | Tournois de la triple couronne |

### Titres
| Saison    | Nom du tournoi                                   | Lieu      | Finaliste     | Score | Tableau |
| 2007      | Championnat du monde amateur des moins de 21 ans | Goa       | Zhang Anda    | 11-6  |         |
| 2009-2010 | Tournoi Pontins pro-am (automne)                 | Prestatyn | David Donovan | 5-2   |         |
| 2017-2018 | Snooker Shoot-Out                                | Watford   | Graeme Dott   | 1-0   | Tableau |
| 2018-2019 | Open de Vienne                                   | Vienne    | Ross Muir     | 5-4   | Tableau |
| 2025-2026 | Championnat du Commonwealth                      | Balaclava | Ross Vallance | 3-0   |         |

### Finales
| Saison    | Nom du tournoi                        | Lieu       | Finaliste    | Score | Tableau |
| 2007      | Open d'Angleterre des moins de 19 ans | Angleterre | John Astley  | 1-5   |         |
| 2018-2019 | Coupe du Golden Q                     | Baia Mare  | Luca Brecel  | 1-5   | Tableau |
| 2025-2026 | Jeux mondiaux                         | Chengdu    | Xiao Guodong | 1-2   | Tableau |